# قره‌قویون‌لو (بردع)
قره‌قویون‌لو (به لاتین: Qaraqoyunlu) یک منطقه مسکونی در جمهوری آذربایجان است که در شهرستان بردع واقع شده است. قره‌قویون‌لو ۷۰۲ نفر جمعیت دارد.